# Brug 1099
Brug 1099 is een bouwkundig kunstwerk in Amsterdam-Zuidoost.
Alhoewel het brugnummer lijkt te wijzen op een bouw bij de inrichting van de wijk Zuidoost rond 1970 (bruggen 1001 tot en met 1087 zijn toen gebouwd), stamt deze brug uit 2010. Brug 1099 komt voort uit de herinrichting van het Bijlmerpark (na 2014 Nelson Mandelapark). Daarbij werden aan de noordzoom de waterlopen aangepast in verband met de benodigde waterberging in de wijk. Deze aanpassing zorgde ervoor dat er aan de noordzijde een nieuwe brug kwam: Brug 1099. Het ontwerp van de brug is afkomstig van Francine Houben van Mecanoo, die de gehele herinrichting van het park begeleidde. Zijn kwam met een brug van staal en composiet. Leuningen kregen net als de poorten tot het park lintmotieven mee. Die lintmotieven zijn ook terug te vinden in de duiding van de brug “Entree Circus”, een verwijzing naar Circus Elleboog, gevestigd in het in 2009 opgeleverde Bijlmer Parktheater.

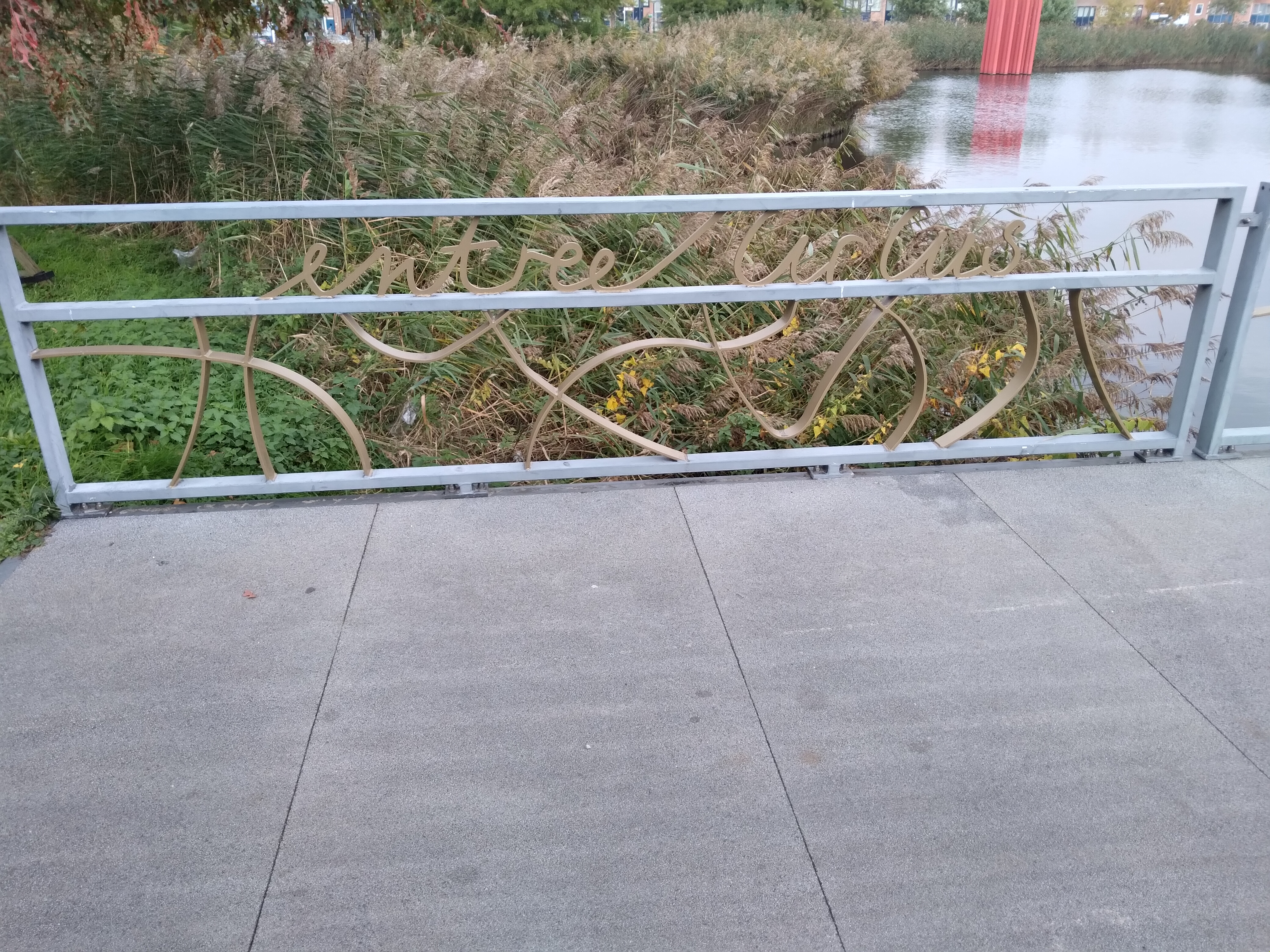
Entree Circus (oktober 2020)

<<< · 1000 · 1001 · 1002 · 1003 · 1004 · 1005 · 1006 · 1007 · 1008 · 1009 · 1010 · 1011 · 1012 · 1013 · 1014 · 1018 · 1028 · 1029 · 1030 · 1032 · 1033 · 1034 · 1035 · 1036 · 1037 · 1038 · 1039 · 1040 · 1041 · 1044 · 1045 · 1046 · 1048 · 1049 · 1050 · 1051 · 1062 · 1063 · 1064 · 1065 · 1066 · 1067 · 1076 · 1077 · 1078 · 1083 · 1090 · 1092 · 1093 · 1094 · 1095 · 1096 · 1097 · 1098 · 1099 · >>>
Brugnummers  1015, 1016, 1017, 1019, 1020, 1021, 1022, 1023, 1024, 1025, 1026, 1027, 1031, 1042, 1043, 1047, 1052/1053 (niet gebouwd), 1054, 1055, 1056, 1057, 1058, 1059, 1060, 1061, 1068, 1069-1075, 1079, 1080, 1081, 1082, 1084-1088, 1089 en 1091 (onbekend) zijn niet meer vergeven. De meesten daarvan zijn gesloopt in verband met sanering Zuidoost. Alle bruggen lagen en liggen in Zuidoost behalve bruggen 1000 en 1002.